# Rallar
Rallar (Rallidae) är en familj i ordningen tran- och rallfåglar som består av ett 150-tal arter, varav hela 20 dött ut i historisk tid. De utmärks av kort näbb, breda korta vingar, samt korta och tjocka ben. De har en viss morfologisk likhet med hönsfåglarna och vissa arter i familjen har därför namn som anspelar på detta, som exempelvis sumphöns, sultanhöns och rörhöns. De förekommer i nästan alla världsdelar i sumpområden som är rika på kärr och mossar. Deras föda består av både djur och växtämnen. De springer snabbt på marken. Flera arter som lever i otillgängliga områden, främst öar, har genom evolution blivit flygoförmögna och anpassats till ett liv på marken. Flera av dessa markbundna arter hotas eller har dött ut främst på grund av introducerade arter som råttor och katter.

## Systematik

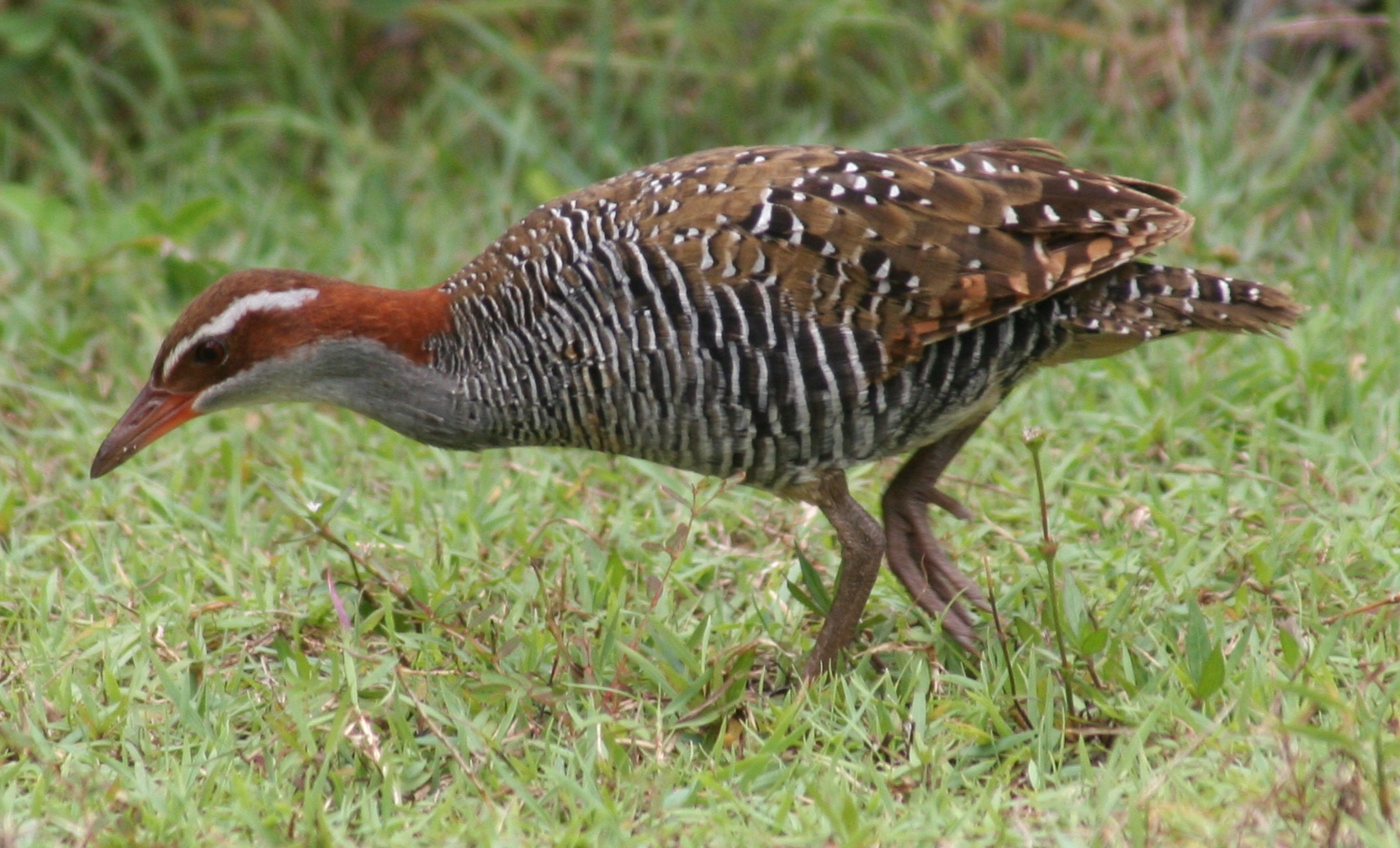
Rostbandad rall (Hypotaenidia philippensis)

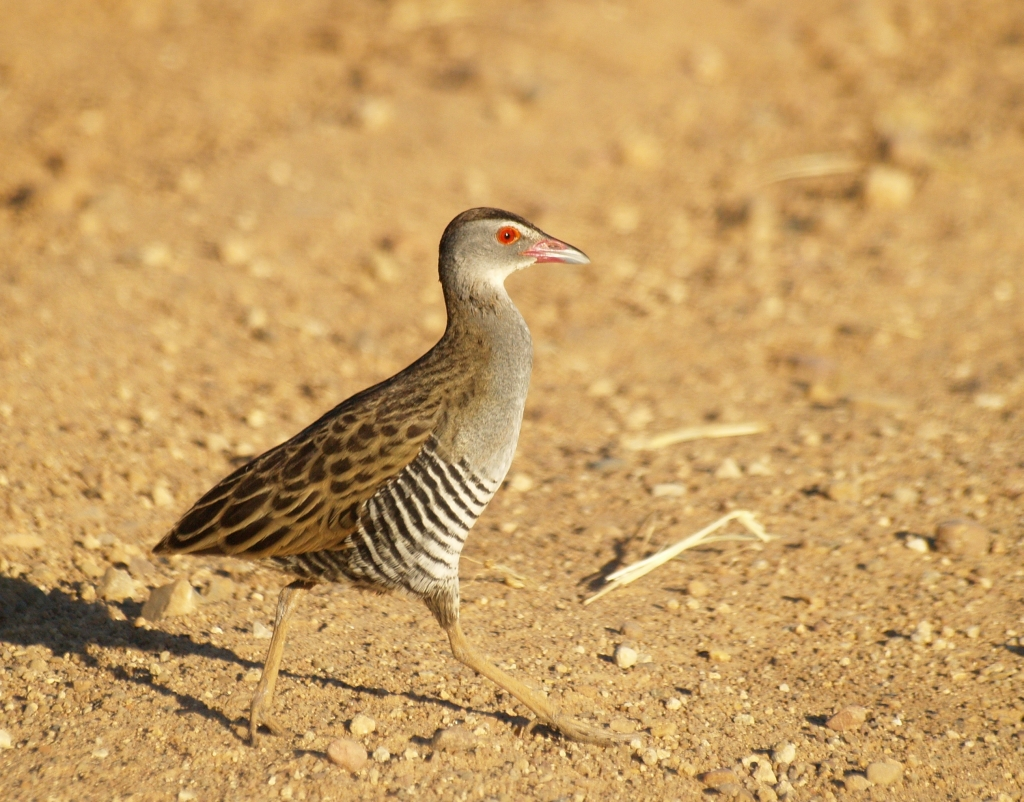
Gräsrall (Crecopsis egregia), tidigare i Crex

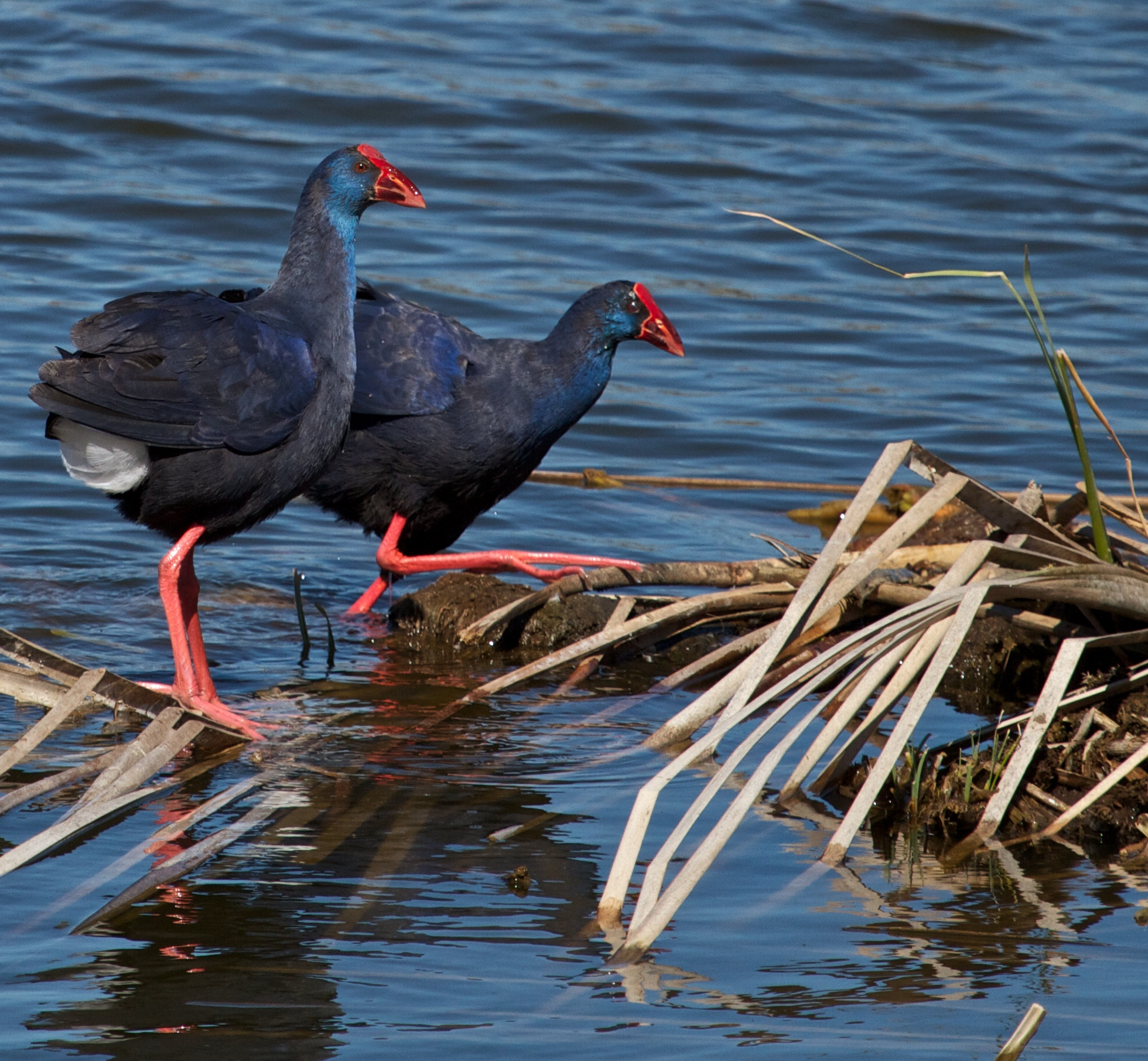
Purpurhöna (Porphyrio porphyrio)

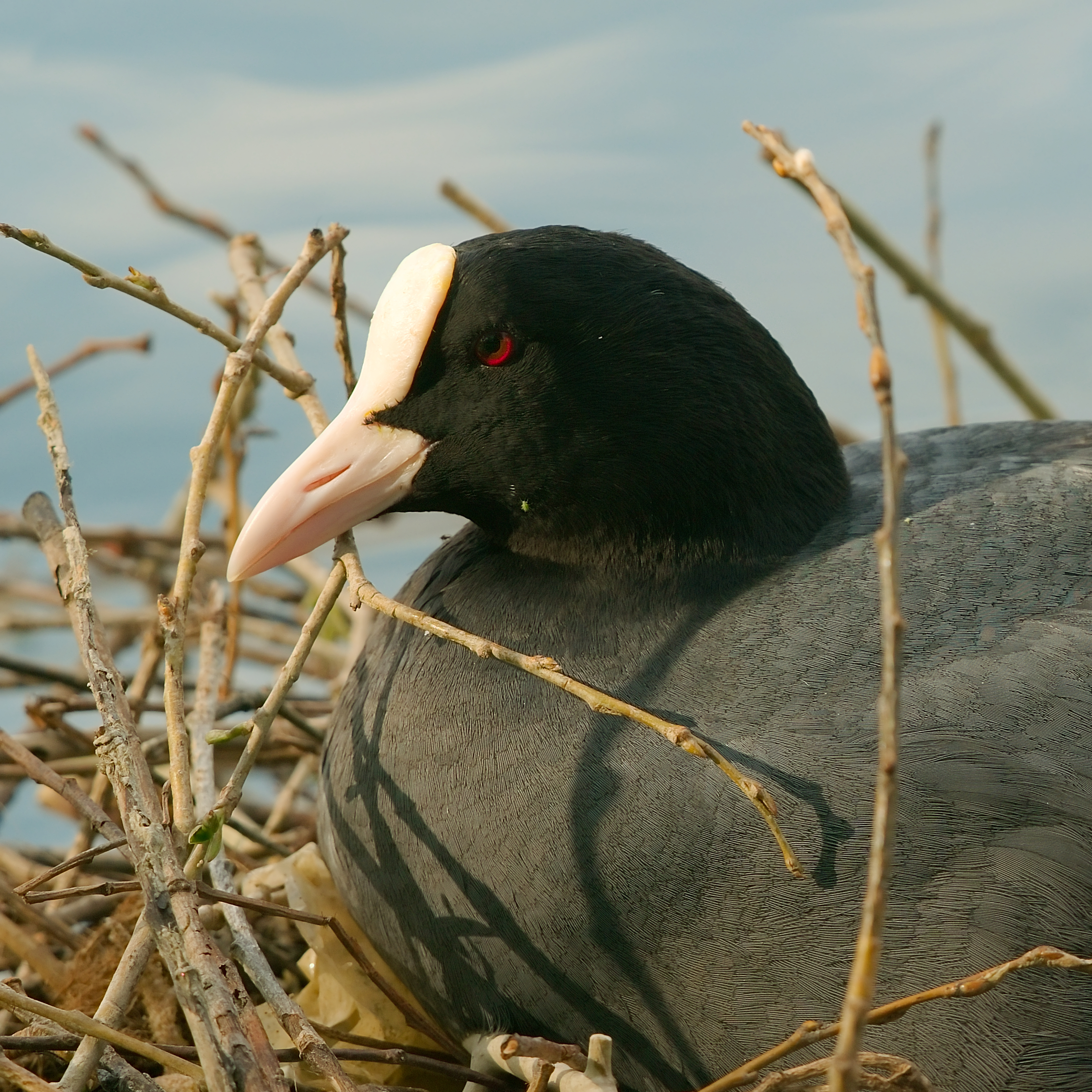
Ruvande sothöna (Fulica atra).

Familjens taxonomi är mycket komplicerad och omdiskuterad, där fylogenetiska studier baserade på morfologiska karaktärer skiljer sig kraftigt från dem som är baserade på DNA. Nyligen utförda genetiska studier kastar nytt ljus över taxonomin och visar att flera av släktena, till exempel Porzana, är starkt polyfyletiska. 
Även rallarnas relation till de närmaste släktingarna i familjen simrallar är ej helt klarlagt. Genetiska studier visar att de afrikanska dunrallarna (Sarothrura) urskiljs följaktligen numera oftast som en egen familj, Sarothruridae. Senare studier har visat att även de på Madagaskar förekommande skogsrallarna (Mentocrex) samt de fyra rallarna i Rallicula på Nya Guinea är en del av dunrallarna.

### Släkten med nu levande arter
Nedanstående lista följer AviList från 2025.
- Anurolimnas – kortstjärtad rall
- Pardirallus – 3 arter
- Mustelirallus – 4 arter, tidigare i Porzana, Cyanolimnas och Neocrex
- Amaurolimnas – enfärgad rall
- Aramides – 7 arter
- Canirallus – gråstrupig rall
- Rallus – 14 arter, inklusive madagaskarrallen (Rallus madagascariensis) som möjligen ej är nära släkt
- Crecopsis – gräsrall, tidigare i Crex med svenska namnet afrikansk kornknarr
- Rougetius – etiopienrall
- Dryolimnas – vitstrupig rall
- Crex – kornknarr
- Aramidopsis – snarkrall
- Lewinia – 4 arter
- Gallirallus – 13 arter
- Himantornis – nkulengurall
- Gymnocrex – 3 arter
- Porphyriops – fläcksidig rörhöna, tidigare i Gallinula
- Tribonyx – 2 arter, ofta placerade i Gallinula
- Porzana – 3 arter sumphöns, däribland småfläckig sumphöna
- Paragallinula – mindre rörhöna, tidigare i Gallinula
- Gallinula – 6 arter rörhöns, inklusive två arter som vissa lyfter ut i Pareudiastes
- Fulica – 10 arter sothöns
- Porphyrio – 6–11 arter purpurhöns och sultanhöns
- Rufirallus – 5 arter dvärgrallar, tidigare i Micropygia, Anurolimnas och Laterallus
- Coturnicops – 2 arter dvärgrallar
- Laterallus – 11 arter dvärgrallar, inklusive arter tidigare i Porzana, Atlantisia och Hapalocrex
- Zapornia – 10 arter, inklusive ett flertal tidigare placerade i Porzana (exempelvis mindre sumphöna) och Amaurornis
- Poliolimnas – vitbrynad sumphöna, tidigare i Porzana, inkluderas ofta i inkluderad i Amaurornis
- Megacrex – storfotsrall
- Aenigmatolimnas – rostgumpad sumphöna, tidigare i Porzana, inkluderas ofta i inkluderad i Amaurornis
- Gallicrex – tupprall
- Amaurornis – 5 arter
- Rallina – 4 arter

### Utdöda släkten
- Släkten som dog ut under historisk tid
  - Diaphorapteryx – mehonuirall
  - Aphanapteryx – rödrall
  - Erythromachus – rodriguesrall, placeras ibland i Aphanapteryx
  - Aphanocrex – sankthelenarall,  möjligen liksom följande nära atlantdvärgrallen som numera förs till Laterallus
  - Mundia – ascensionrall

- Släkten som dog ut tidigare under holocen
  - Nesotrochis – 3 arter grottrallar
  - Hovacrex – hovarörhöna
  - Vitirallus – vitilevurall
  - Capellirallus – beckasinrall